# Saint-Omer, Pas-de-Calais
Saint-Omer là một xã trong vùng Hauts-de-France, thuộc tỉnh Pas-de-Calais, quận Saint-Omer, tổng chef-lieu của 3 tổng. Tọa độ địa lý của xã là 50° 44' vĩ độ bắc, 02° 15' kinh độ đông. Saint-Omer nằm trên độ cao trung bình là 6 mét trên mực nước biển, có điểm thấp nhất là 0 mét và điểm cao nhất là 27 mét. Xã có diện tích 16,40 km², dân số vào thời điểm 1999 là 15.747 người; mật độ dân số là 960 người/km².

## Thông tin nhân khẩu
| 1962   | 1968   | 1975   | 1982   | 1990   | 1999   | 2006   |
| ------ | ------ | ------ | ------ | ------ | ------ | ------ |
| 17 126 | 18 205 | 16 932 | 15 415 | 14 434 | 15 747 | 16 596 |

## Các thành phố kết nghĩa
- Ypres, Bỉ
- Deal, Anh
- Detmold, Đức

## Nhân vật nổi tiếng
- Audomar (600 - 670) giám mục của Thérouanne
- Gottfried của Saint-Omer
- Lazare Hippolyte Carnot (6 tháng 4 1801 16 tháng 3 1888) chính trị gia.
- Alexandre Ribot (7 tháng 2 1842 - 13 tháng 1 1923) chính trị gia, thủ tướng.

## Địa điểm tham quan
- Nhà thờ Đức Bà
- Nhà thờ Saint-Denis
- Nhà thờ Saint-Sépulcre
- Công viên (Jardin public)
- Quartier du Haut-pont
- Viện bảo tàng La Coupole